# Analyse des fragments de restriction de l'ADN ribosomique amplifié
Pour les articles homonymes, voir Ardra.
L'ARDRA, acronyme de l'expression anglaise amplified ribosomal DNA restriction analysis, peut être traduit en français par Analyse des fragments de restriction de l'ADN ribosomique amplifié.
Après amplification de l'ADN des gènes 16s d'un échantillon d'une communauté bactérienne (échantillon de sol par exemple), on en fait la digestion enzymatique par certaines enzymes de restriction, choisies pour leur fréquence de coupure. Les fragments obtenus sont analysés en mode gene-scan dans un séquenceur de gène ce qui donne une "empreinte" de la communauté bactérienne présente.
On peut ensuite cloner ces fragments obtenus chez E. coli, pour en faire une plus ample caractérisation, par exemple le séquençage.